# Африкански слонове
Африканските слонове (Loxodonta) са род слонове включващ два живи вида - Африканският саванен и по-малкият Африкански горски слон. Фосилни находки от средния плиоцен са били открити само в Африка.

## Класификация
Род Африкански слонове
- Вид †Loxodonta adaurora
  - Подвид †L. a. adaurora
  - Подвид †L. a. kararae
- Вид Африкански саванен слон (Loxodonta africana)
- Вид †Loxodonta atlantica
  - Подвид †L. a. angammensis
  - Подвид †L. a. atlantica
- Вид Африкански горски слон (Loxodonta cyclotis)
- Вид †Loxodonta exoptata